# Campionati mondiali di taekwondo 1973
I Campionati mondiali di taekwondo 1973 sono stati la 1ª edizione dei campionati mondiali di taekwondo, organizzati dalla World Taekwondo Federation, e si sono svolti a Seul, nella Corea del Sud, dal 25 al 27 maggio 1973.

## Medagliati
| Specialità | Oro                         | Argento                        | Bronzo                                                  |
| -64 kg     | Lee Ki-Hyeong Corea del Sud | Armando Chavero Germania Ovest | Joe Hayes Stati Uniti / Georg Karrenberg Germania Ovest |
| +64 kg     | Kim Jeong-Tae Corea del Sud | Mike Warren Stati Uniti        | Albert Cheeks Stati Uniti / Raymond Sell Stati Uniti    |

## Medagliere
| Posizione | Paese          | Oro | Argento | Bronzo | Totale |
| --------- | -------------- | --- | ------- | ------ | ------ |
| 1         | Corea del Sud  | 2   | 0       | 0      | 2      |
| 2         | Stati Uniti    | 0   | 1       | 3      | 4      |
| 3         | Germania Ovest | 0   | 1       | 1      | 2      |
|           | TOTALE         | 2   | 2       | 4      | 8      |